# Phaegorista trialbata
Phaegorista trialbata is een vlinder uit de familie spinneruilen (Erebidae). De wetenschappelijke naam is voor het eerst geldig gepubliceerd in 1918 door Prout.
De soort komt voor in tropisch Afrika.